# Edith Maud Cook
Edith Maud Cook, född 1 september 1878 i Ipswich i Suffolk, död 14 juli 1910 i Coventry, var en brittisk flygpionjär och fallskärmshoppare. Hon uppträdde under ett flertal artistnamn Miss Spencer-Kavanagh, Elsa Spencer, Viola Fleet, Viola Spencer-Kavanagh, Viola Spencer och Viola Kavanagh.
Cook inledde sin flygutbildning vid Louis Blériots flygskola vid Pau Frankrike i ett Blériot A monoflygplan, när sedan Graham-White öppnade sin flygskola i Pau flyttade hon över dit. Hon blev den första engelska kvinna som flög solo, men hon hann inte avlägga några certifikatprov före sin död.
Hon avled på grund av en felfunktion i en fallskärm då hon den 9 juli 1910 hoppade ut från en luftballong ovanför Coventry, men hela skärmen löste inte ut, utan hon slog hårt i marken, hon fördes från olycksplatsen till ett sjukhus där hon avled 14 juli 1910.